# Carorita
Carorita és un gènere d'aranyes araneomorfes de la subfamília Erigoninae, dins de la família Linyphiidae.
Fou descrit per primera vegada per E. Duffey i P. Merrett l'any 1963.
Es pot trobar a la zona holàrtica.

## Llista d'espècies
Segons The World Spider Catalog 12.0:
- Carorita limnaea (Crosby & Bishop, 1927) (Espècie tipus)
- Carorita sibirica Tanasevitch, 2007